# Bergtatt - Et Eeventyr i 5 Capitler
Bergtatt – Et Eeventyr i 5 Capitler er debutalbummet fra det norske black metal/avantgarde-band Ulver. Det blev udgivet i 1995 af Head Not Found.
Musikalsk består albummet af en blanding af hårde black metal-partier med snerrende vokal, en stil som de går igen på deres senere album, Nattens Madrigal, og af rolige akustiske passager, en stil de videreførte på Kveldssanger. Folkemusikpræget varetages ved at bruge en gammeldags skrifttype og stavemåde i omslaget og sangteksterne. 
Bergtatt regnes af nogle som en klassiker indenfor norsk black metal, og er af Allmusic blevet beskrevet som "en strålende debut" og et af højdepunkterne i Ulvers diskografi.
Teksterne i Bergtatt bygger videre på de folkelige myter, som er et velkendt tema i den norske folkemusik. En ung kvinde går i den mørke skov under et uvejr. Til slut bliver hun lokket ind i fjeldet til troldene, og ingen ser hende igen.

## Omslag
Albummets omslag er illustreret af Tanja "Nachthexe" Stene, Darkthrone-trommeslageren Fenriz' ekskone. Hun har også skabt omslagsillustrationer til Burzum, Darkthrone og flere andre black metal-bands.

## Spor
1. "Capitel I: I Troldskog faren vild" – 7:51
2. "Capitel II: Svelen gaaer bag Aase need" – 6:34
3. "Capitel III: Graablick blev hun vaer" – 7:45
4. "Capitel IV: Een Stemme locker" – 4:01
5. "Capitel V: Bergtatt – ind i Fjeldkamrene" – 8:06

## Fodnoter
1. 1 2  York, William. "allmusic ((( Bergtatt > Overview )))" (engelsk). Allmusic. Hentet 16. februar 2009.
2. ↑  "Bergtatt - Et Eeventyr i 5 Capitler" (engelsk). Encyclopaedia Metallum. Hentet 16. februar 2009.